# Otto Westphal (Historiker)
Otto Heinrich Westphal (* 18. Februar 1891 in Hamburg; † 15. Februar 1950 ebenda) war ein deutscher Historiker und ordentlicher Professor für Mittlere und Neuere Geschichte am Historischen Seminar der Hamburger Universität von 1933 bis 1936. Westphal war Wegbereiter einer Ausrichtung von Wissenschaft und universitärer Struktur im Sinne des Nationalsozialismus.

## Leben
Otto Westphal entstammte einer wohlhabenden Patrizierfamilie. Sein Vater Eduard Wilhelm Westphal war Rechtsanwalt.
1910 begann Westphal mit dem Geschichtsstudium an der Universität Freiburg. Weitere Stationen waren Berlin und München, wo Friedrich Meinecke, Max Lenz und der spätere Herausgeber der Historischen Zeitschrift und aktive Nationalsozialist Karl Alexander von Müller zu seinen akademischen Lehrern gehörten. 1917 promovierte Westphal in München bei Erich Marcks mit einer Dissertation über die Geschichte des deutschen Liberalismus. Westphal habilitierte sich 1923 in Hamburg und lehrte dort als Privatdozent, bis er sich im Wintersemester 1931/32 an die Georg-August-Universität Göttingen umhabilitieren ließ. Dort wirkte er nach Vermittlung von Karl Brandi an einem Projekt zum zweihundertjährigen Jubiläum der Universität mit. 
Als Friedrich Keutgen, Inhaber des Lehrstuhls für Mittlere und Neuere Geschichte II an der Universität Hamburg, zum September 1933 emeritiert wurde, erhielt Otto Westphal einen Ruf auf diese Stelle. In einer Laudatio der Fakultät wurde die Entscheidung für Westphal mit dessen politischer Haltung begründet. Westphal war im April 1933 der NSDAP beigetreten. Am 11. November 1933 unterzeichnete er das Bekenntnis der deutschen Professoren zu Adolf Hitler.
Westphal lehrte ab dem Wintersemester 1933 als ordentlicher Professor in Hamburg, bis er 1936 die Vertretung der Professur des aufgrund seiner jüdischen Herkunft vertriebenen Hans Rothfels in Königsberg übernahm. Am 6. Oktober 1936 wurde er wegen Verstoßes gegen den § 175 StGB (Homosexuelle Handlungen) festgenommen. Vorausgegangen war eine Razzia auf der Hamburger Reeperbahn, in deren Folge Westphal „Kontakte“ zu männlichen Prostituierten vorgeworfen wurden. Zwar sprach man Westphal mangels ausreichender Beweise frei, die Landesunterrichtsbehörde strebte dennoch in einem Disziplinarverfahren seine Entlassung an. Wahrscheinlich um diesem Vorgang zu entgehen, verzichtete Westphal mit seiner Entlassung am 30. September 1937 auf „Titel, Gehalt und Pension“. Fortan publizierte er als freier Schriftsteller. Am 15. Februar 1950 starb Westphal in Hamburg.

## Wissenschaftliches Werk

### 1917–1932
In seiner Dissertation von 1917 untersuchte Westphal die Entstehungsgeschichte der Preußischen Jahrbücher, die für ihn das zentrale Organ der liberalen Bewegung vor der Gründung des Kaiserreichs darstellen. Über die Auswertung der Jahrbücher strebte er an, zu einem „Bild des liberalen deutschen Menschen in seinen inneren Zusammenhängen“ zu gelangen. Die Dissertation ist keine reine Abrechnung mit dem Liberalismus, spart aber auch nicht mit Kritik, die sich aus Westphals Weltbild ergibt. So betont der Promovend den Einfluss des Liberalismus auf die Nationswerdung Deutschlands, kritisiert jedoch die mangelnde Bindekraft der nationalliberalen Staatsauffassung. Diese habe die Herrschaft über die Massen – die in Westphals Denken erst Bismarck vereinen konnte – nie innegehabt.
Überhaupt beschäftigte sich Westphal in mehreren Publikationen mit der deutschen Nationswerdung im Rahmen einer allgemeinen Staatsphilosophie. Es folgten Arbeiten über die Deutsche Nationalversammlung, die Entwicklung einer allgemeinen Staatslehre, den Mitverfasser der Paulskirchenverfassung von 1848, Friedrich Christoph Dahlmann und den Staatsbegriff des Historikers Heinrich von Treitschke, dem er auch schon ein Kapitel in seiner Dissertation eingeräumt hatte. 
Seine Arbeiten intendierten stets, Orientierungsfunktion für Gegenwart und Zukunft zu besitzen. Die wissenschaftliche Beschäftigung mit dem „politischen Menschentum“ sollte gleichzeitig Anleitung für die Praxis in der konkreten politischen Situation Deutschlands sein – eine Devise, der Westphal nach 1933 durch sein universitätspolitisches Handeln äußerst energisch folgte. Er betonte, die Deutschen seien ein „Volk der Wissenschaften“ und nur im Zusammenwirken von Staat und Wissenschaft könnten die Krisen der Gegenwart überwunden werden.
Westphal war Anhänger Bismarcks und der preußischen Traditionen, die Reichsgründung von 1871 war für ihn die Vollendung des lutherischen Protestantismus, wie er in seinem Werk „Feinde Bismarcks“ ausführte. Hierin untersuchte der national-konservative Historiker die kulturelle Opposition nicht nur gegen Bismarck, sondern auch gegen die in die Gegenwart tradierten 
„Ideen von 1871“, ausgehend von einer Kritik an der Bismarckbiographie des Schriftstellers Emil Ludwig. Indem Westphal den von ihm gepriesenen „Ideen von 1871“ die „Ideen von 1919“ als politische Verfallskultur gegenüberstellte, die sich nicht am Staat als zentraler sittlicher Idee orientierten, griff er gleichzeitig die ideengeschichtliche Basis der Weimarer Republik an.
Ein weiteres Thema, das Westphal bis ans Ende seiner wissenschaftlichen Tätigkeit beschäftigen sollte, war die Universalgeschichte. Schon in seiner „Philosophie der Politik“ von 1921 unternahm er den Versuch, den Verlauf der Weltgeschichte bis in die Gegenwart nachzuvollziehen. Die Weltgeschichte gipfelte für Westphal im Deutschen Reich, das seit dem Ausbruch des Ersten Weltkrieges, von dem Bündnis der anderen Mächte eingekreist, im Mittelpunkt gestanden habe: „Mit ihrem Willen, uns zu vernichten, erhoben sie uns“.

### Nationalsozialismus 1933–1945
Kurz nach der Machtübernahme der Nationalsozialisten erschien von ihm ein Aufsatz unter dem Titel „Bismarck und Hitler“, in dem er Hitler zum Vollender des Bismarckschen Werkes erklärte, der mit den „Ideen von 1933“ an die beschworenen „Ideen von 1871“ anknüpfe. So heißt es dort: „In der Frontstellung gegen die goldene, die schwarze und die rote Internationale, gegen den ‚schwarz-rot-goldenen’ Gedanken begegnen sich der Reichsgründer und der Heraufführer des dritten Reiches. Demokratie nach Innen und Internationale nach Außen sind die Ideale, in deren Pflege der eine wie der andere die Unvereinbarkeit mit einem eigentümlichen und souveränen deutschen Dasein erkannten“.
Westphal solidarisierte sich mit der nationalsozialistischen Idee: „Das war Umsturz und Neuordnung zugleich, revolutionäre Verwandlung und dennoch tiefste geschichtliche Verbundenheit: eine Einheit von Germanentum und Preußentum, die unsere Feinde deswegen als Barbarei verlästern möchten, weil sie ahnen, daß in ihr die Idee eines deutschen Jahrhunderts Wurzel schlägt.“
Als für Westphal der preußische Staat und das germanische Volk ideengeschichtlich konvergierten, scheint es ihm auch gelungen zu sein, seine bisherige Forschung mit den nationalsozialistischen Auffassungen von deutscher Geschichte zu vereinbaren. Im selben Jahr schrieb er einen Artikel für die Hamburger Universitätszeitung unter dem Titel „Politische Wissenschaft“, in dem er festhielt, dass 1933 „Volk und Staat“ identisch geworden seien. Die Wissenschaft dürfe keinem „L’art pour l’art“ mehr folgen und keine Professoren dulden, die aus einem Streben nach Objektivität heraus die Anforderungen des Volksstaats in ihrer Arbeit ignorierten. Der Artikel erhält programmatischen Charakter, wenn Westphal in jener Zeit den Gelehrten für den Staat – und damit explizit für den nationalsozialistischen Staat – in die Pflicht nimmt.
Erst nach seiner Entlassung kam 1941 das Werk heraus, das Peter Borowsky das „wahrscheinlich wichtigste Manifest nationalsozialistischer Geschichtsideologie“ nannte: Das Reich. Aufgang und Vollendung. Darin skizzierte Westphal den Weg des germanisch-deutschen Volkes durch die Geschichte bis zur Reichswerdung und unternahm den Versuch einer deutenden, metaphysisch wertenden Geschichtsschreibung. Die Reichsgeschichte war dabei gleichzeitig Religionsgeschichte, Religion und Staat waren untrennbar verbunden.
Diese deutende Geschichtsschreibung war gleichermaßen von völkischer Ideologie beeinflusst, die es ermöglichte, deutsche Geschichte als Einheit und als zielgerichtet zu erfassen, wie zu Zeiten des Borussianismus, der auf die Reichswerdung unter preußischer Führung programmiert gewesen war. Adolf Hitlers Wirken beschreibt er in seiner Einleitung, die an eine Darstellung des Jüngsten Gerichts erinnert, wie folgt: „Eine ungeheure Verwandlung bricht sich, wie ein geologisches Ereignis, in der Geschichte der Gegenwart Bahn.“
Inhaltlich, thematisch und politisch hatte sich Westphal klar dafür entschieden, Geschichtsschreibung im Sinne der Nationalsozialisten zu betreiben. Geopolitik, Rassenlehre und „nordischer Geist“ wurden feste Bestandteile seiner Arbeit. Sozialdarwinistisch beschrieb er den Rassenkampf als eine naturgegebene „planetarische Gesamterscheinung“.

### Nach 1945
Begegnung der Götter sollte der Titel des Werkes lauten, das Otto Westphal nur noch als Fragment hinterließ, als er 1950 starb. Gustav Adolf Rein, sein ehemaliger Weggefährte, gab es später als Weltgeschichte der Neuzeit 1750–1950 heraus. Hier war Westphal auf das Thema der Universalgeschichte zurückgekommen, in deren Rahmen er auch „zu einer neuen Deutung des deutschen Schicksalsweges“ geführt wurde.
In der Einleitung stellt sich der Autor als geläuterter „Exfaschist“ dar, dessen Aufgabe es nun sei, den Nationalsozialismus zu erforschen, um eine neue, „reaktionäre Auflage“ des „Dritten Reiches“ zu verhindern. Hitler wird nun von ihm als gesamteuropäische Katastrophe, als Fegefeuer dargestellt. Wie sein ehemaliger Gegenspieler am Historischen Seminar der Hamburger Universität, Justus Hashagen, in einer Rezension schreibt, ist Westphals Umgang mit dem Nationalsozialismus oder der Judenfrage äußerst lückenhaft, wenn er ihm auch attestiert, er habe „apologetischen Charakter“ weitgehend vermeiden können. Von einer Aufarbeitung seiner persönlichen Rolle im Nationalsozialismus sei Westphal an dieser Stelle weit entfernt, dafür habe er die Schrecken des Terrorregimes viel zu sehr gedeckt. Die „Lückenhaftigkeit“, wie Hashagen schreibt, wäre mit einem „Verschweigen“ wohl besser benannt.
Westphals letztes Werk, eine Anwendung von Goethes Farbenlehre auf die Geschichtsphilosophie, erschien 1957. Das Œuvre Westphals spielt in der Historiographie heute keine Rolle mehr. Nicolaus Sombart begründet das so: „Im Gegensatz zu seinen prominenten Generationsgenossen aber, Schmitt, Jünger, Heidegger, hat er sich nach 1945 nicht in Schweigen gehüllt, sondern einen mutigen Versuch unternommen, seinen 'Irrtum' vor sich und der Welt zu erklären. Das hat ihm die Zunft nicht verziehen, er wurde totgeschwiegen.“

## Hochschulpolitisches Wirken
Bereits 1924/25, in der Anfangszeit seiner lehrenden Tätigkeit, war Westphal Vertreter der Privatdozenten und 1925/26 (sowie 1934 noch einmal) Mitglied im Akademischen Senat. Als Nationalkonservativer lehnte er das parlamentarische System der Weimarer Republik ab und hegte stattdessen Hoffnung auf einen „revolutionären Konservatismus“, der sich in der Erneuerung preußisch-protestantischer Traditionen erfüllen sollte. 1932 noch hatte Westphal einen Aufruf zugunsten der Papen-Regierung im Göttinger Tageblatt veröffentlicht.
Im Januar 1934 hielt Westphal in einer Rede zur Reichsgründungsfeier an der Universität Hamburg eine Rede, in der er Hitler Lob dafür aussprach, dass dieser Friedrich den Großen und Bismarck wieder zu „regierenden Geistern“ erhoben habe. Friedrich den Großen hob er bei dieser Gelegenheit als „ausgeprägten Antisemiten“ hervor.
1932 schon, als Westphal in Göttingen lehrte, hatte Gustav Adolf Rein, der spätere Direktor der Universität, in Hamburg die „Idee der politischen Universität“ entwickelt. Westphal setzte dieses Konzept ab dem Wintersemester 1933 mit ihm in die Tat um. Gemeinsam schufen sie die „Politische Fachgemeinschaft“, die im „Gesetz zur Neuordnung der Hamburgischen Universität“ vom 19. Januar 1934 verankert wurde. Diese Fachgemeinschaft sollte der „Motor“ der politisch-wissenschaftlichen Entwicklung der Universität werden und dabei nationalsozialistische Ideologie mit wissenschaftlichen Traditionen vereinen, wie Westphal in seinem Artikel „Das Politische Colleg“ in der Universitätszeitung erklärte.
Zunächst eine „innerwissenschaftliche Bewegung“ des Lehrkörpers, hatte sie die „nationalsozialistische Hochschule“ mit der politischen Ausrichtung des gesamten Vorlesungswesens als Fernziel. Westphal selbst wurde im Januar 1934 Dekan der „Politischen Fachgemeinschaft“. Die selbst gesteckten Ziele konnten die Unterstützer der Initiative nie erreichen: Zwar wurden einige Semester lang in verschiedenen Fächern ideologisch ausgerichtete Vorlesungen angeboten, eine komplette Umgestaltung des Vorlesungswesens gelang jedoch nicht. Westphal hielt in diesem Rahmen Veranstaltungen zu den Themen „Preußentum und Sozialismus“ und ‚Jüngers Arbeiter’ im Rahmen eines Kurses über „Deutschen Sozialismus“ ab.
Derweil entflammte am Historischen Seminar ein Konflikt zwischen den „politischen“ und den „unpolitischen“ Wissenschaftlern, insbesondere zwischen Otto Westphal und Justus Hashagen, der den Nationalsozialismus und die „politische Wissenschaft“ entschieden ablehnte. Ausgetragen wurde der Streit vor allem über Promotions- und Lehrmittelfragen.

## Lehre an der Universität Hamburg
Die Vorlesungen und Übungen, die Otto Westphal in seiner Zeit als Hamburger Professor gab, trugen auch abseits der Fachgemeinschaft die Wesenszüge des nationalsozialistischen Gedankenguts. Zwar sind viele der Benennung nach lediglich seinen langjährigen Forschungsschwerpunkten zuzuordnen („Preußische Geschichte“, „Allgemeine Geschichte im Zeitalter Bismarcks“), andere gaben hingegen schon nominell die Richtung vor: die auf die nationalsozialistische Machtübernahme ausgerichtete Deutung der deutschen Geschichte. Beispiele:
- Ursprünge und Wesen der nationalsozialistischen Bewegung im Zusammenhang der deutschen Geschichte (WS 1933/34)
- Nationalsozialistische Wissenschaft der Geschichte (WS 1934/35)
- Deutsche Geistesgeschichte von Nietzsche bis Rosenberg (SoSe 1934)
- Europäische Revolutionen vom Bauernkrieg bis zur Gegenwart (SoSe 1934).

## Schriften
- Die Preußischen Jahrbücher von 1858–1863. Phil. Diss. München 1917, Druck: Weimar 1918.
- Welt- und Staatsauffassung des deutschen Liberalismus. Eine Untersuchung über die Preußischen Jahrbücher und den konstitutionellen Liberalismus in Deutschland von 1858–1863, München 1919.
- Deutsche Nationalversammlung. Der Neue Geist, Leipzig o. J.
- Philosophie der Politik. Einheiten und Mächte der Universalgeschichte, München 1921.
- Bemerkungen über die Entwicklung einer allgemeinen Staatslehre in Deutschland, in: Von staatlichem Werden und Wesen. Festschrift für Erich Marcks zum 60. Geburtstag. Hrsg. v. Ludwig Bergsträsser. Stuttgart 1921.
- Der Staatsbegriff Heinrich von Treitschkes, in: Deutscher Staat und deutsche Parteien. Festschrift für Friedrich Meinecke zum 60. Geburtstag. Hrsg. v. Paul Wentzcke. München 1922, S. 155–200.
- Zur historischen Entwicklung der deutschen Staatsidee, in: Österreichische Rundschau 18 (1922), S. 551–564.
- Metternich und sein Staat, in: Österreichische Rundschau 19 (1923), S. 901–915.
- Einleitung, in: Friedrich Christoph Dahlmann: Die Politik (= Klassiker der Politik, Bd. 12). Hrsg. v. Otto Westphal. Berlin 1924.
- Zur Beurteilung Hegels und Dahlmanns, in: HZ 129 (1924), S. 252–280.
- Deutscher Liberalismus im Zeitalter Bismarcks, in: HZ 138 (1928), S. 58–71.
- Feinde Bismarcks, 1930.
- Über die Ideen von 1871, in: Bismarck und Göttingen. Hrsg. v. Arnold Oskar Meyer. Göttingen 1932.
- Gustav Adolf und die Grundlagen der schwedischen Macht, Hamburg 1932.
- Zum Hingange von Max Lenz, in: Hanseatische Geschichtsblätter 57 (1932), S. 27–37.
- Theologie der deutschen Geschichte?, Hamburg 1933.
- Bismarck und Hitler, in: Vergangenheit und Gegenwart 23 (1933), S. 469–481.
- Das Reich. Aufgang und Vollendung, Stuttgart 1941.
- Asien oder Amerika? Europa zwischen Ost und West, Hamburg 1950.
- Weltgeschichte der Neuzeit 1750–1950. Hrsg. v. Gustav Adolf Rein, Stuttgart 1953.
- Die Weltgeschichte im Spiegel von Goethes Farbenlehre, Stuttgart 1957.